# Hongkongia
Hongkongia is een geslacht van spinnen uit de familie bodemjachtspinnen (Gnaphosidae).

## Soorten
De volgende soorten zijn bij het geslacht ingedeeld:
- Hongkongia caeca Deeleman-Reinhold, 2001
- Hongkongia reptrix Deeleman-Reinhold, 2001
- Hongkongia songi Zhang, Zhu & Tso, 2009
- Hongkongia wuae Song & Zhu, 1998